# Église de São José (Ponta Delgada)

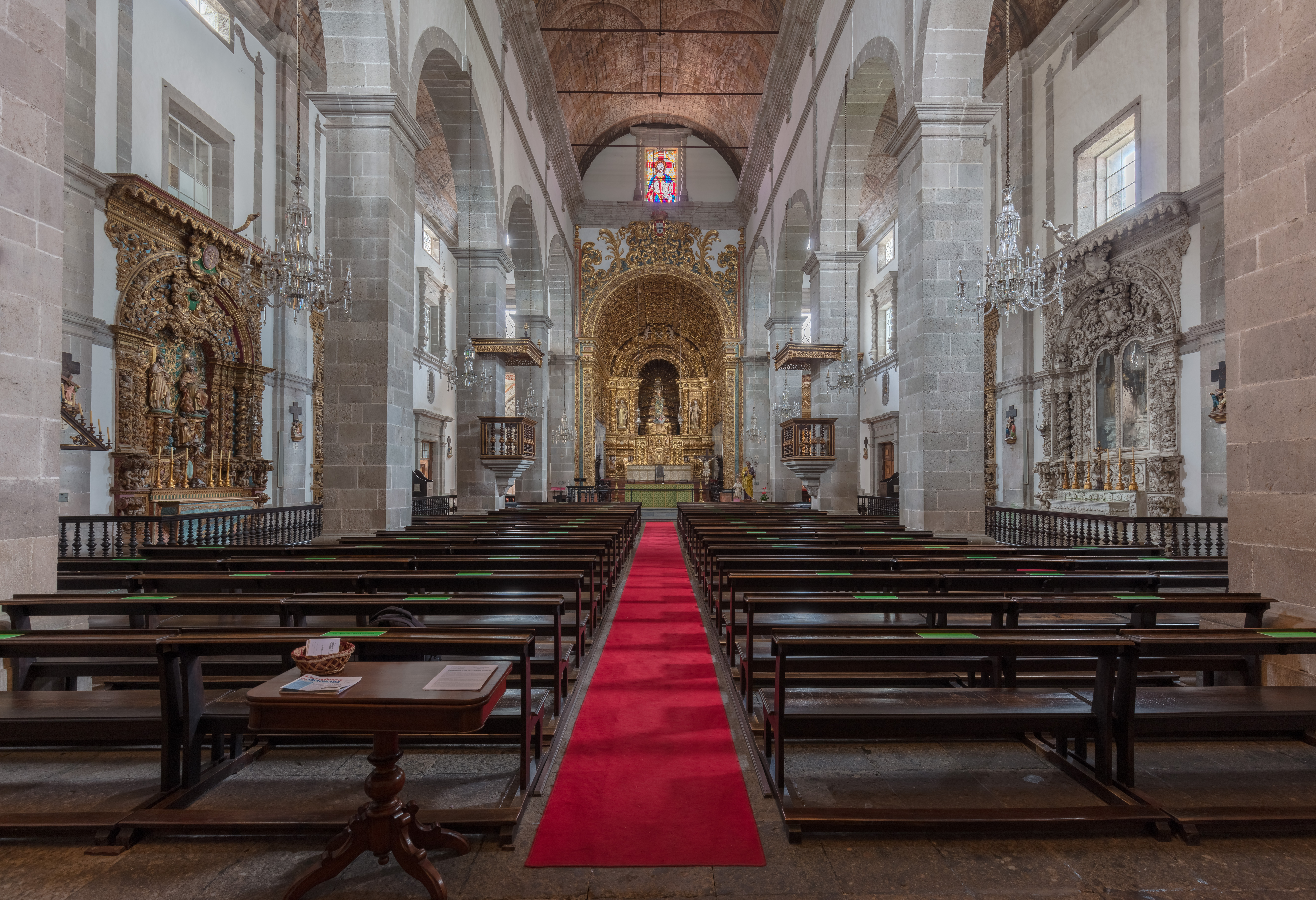
Intérieur.

L'église de São José et le couvent de Nossa Senhora da Conceição dont elle faisait partie sont situés dans le centre historique de Ponta Delgada, sur l'île de São Miguel, aux Açores.
L'ensemble architectural est classé Immeuble d'Intérêt Public le 17 avril 1953.

## Histoire
L'église originale du site, avec l'invocation de Nossa Senhora da Conceição, remonte au XVIe siècle et appartenait au monastère de l'Ordre de Saint François.
L'église actuelle a été commencée en 1709

## Caractéristiques
L'église présente une façade simple mais imposante, dominée par le portail. L'intérieur se compose de trois nefs aux arcs peints, avec des autels décorés de boiseries dorées. A noter également les panneaux d'azulejos datant du XVIIIe siècle (bleu et blanc).
Sur le côté droit de l'église se trouve la chapelle de Nossa Senhora das Dores, dont les fenêtres sont considérées comme l'un des exemples les plus représentatifs du style baroque de São Miguel.

## Galerie

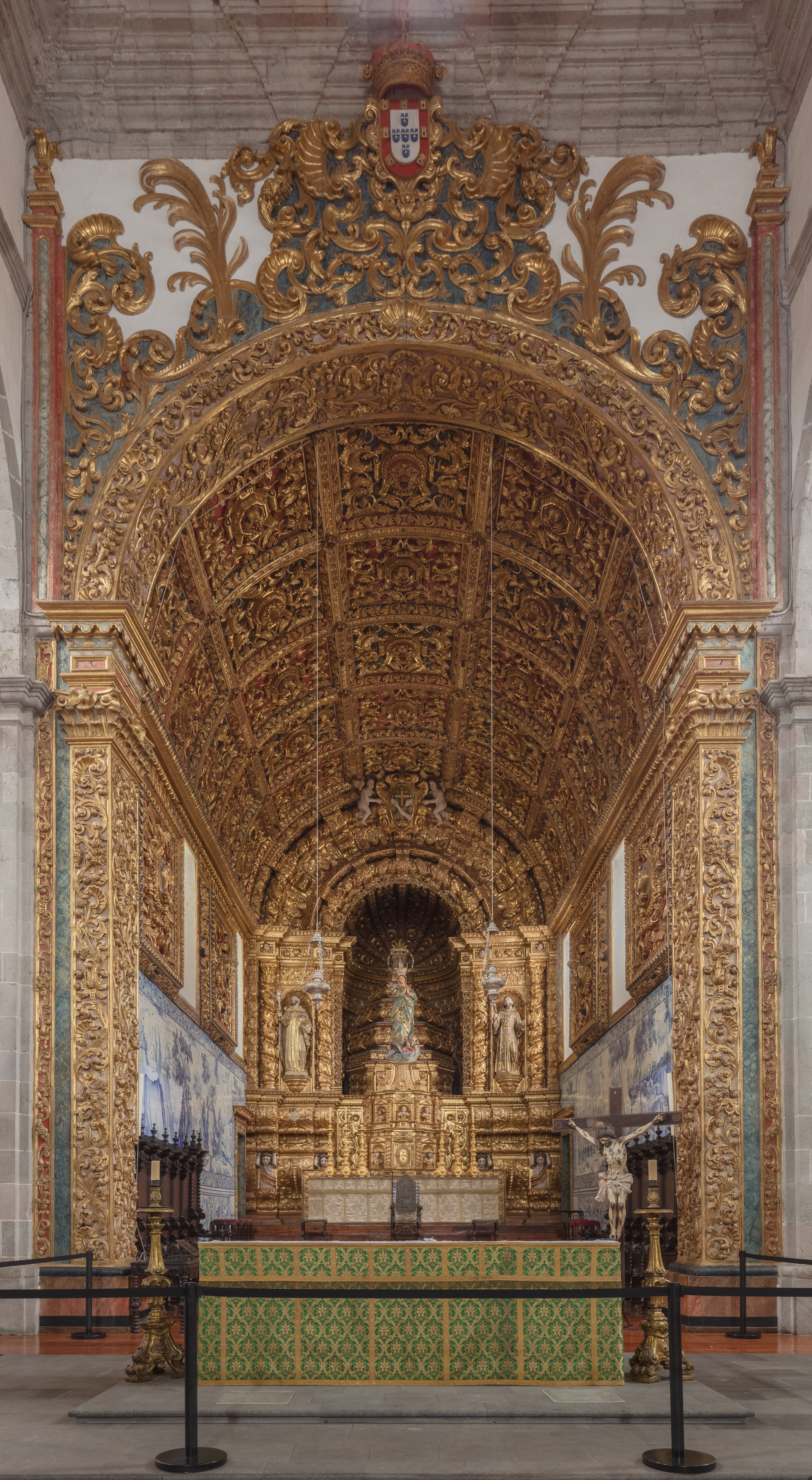
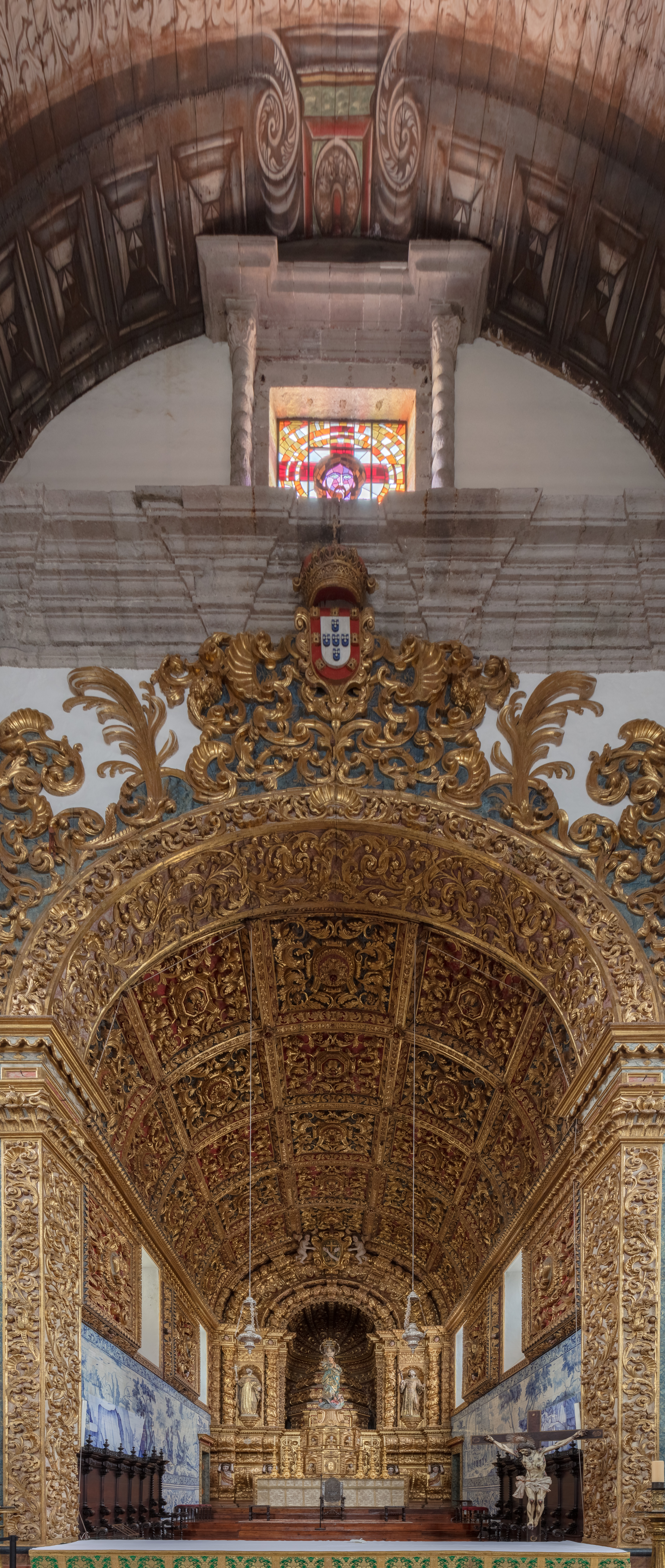
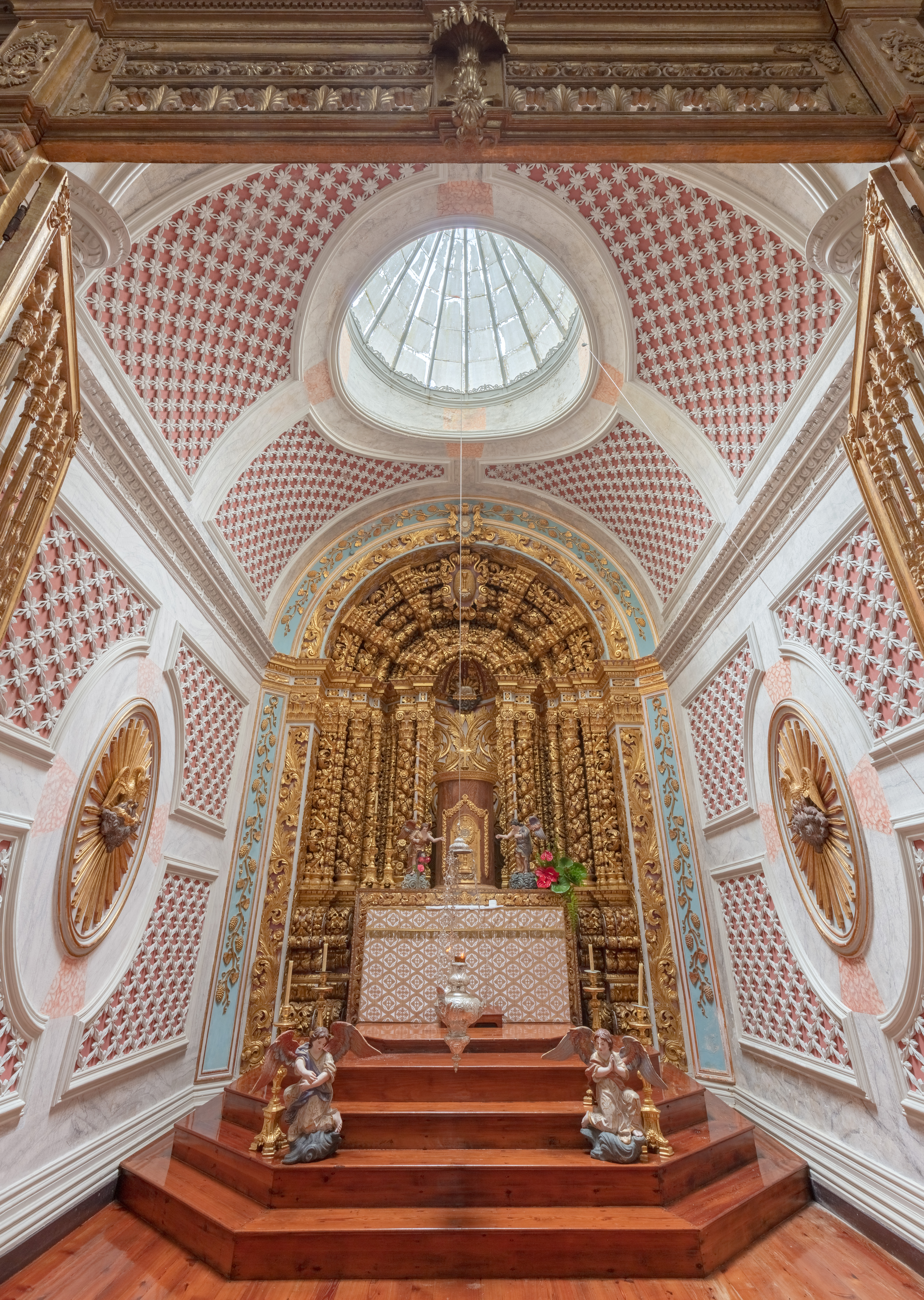
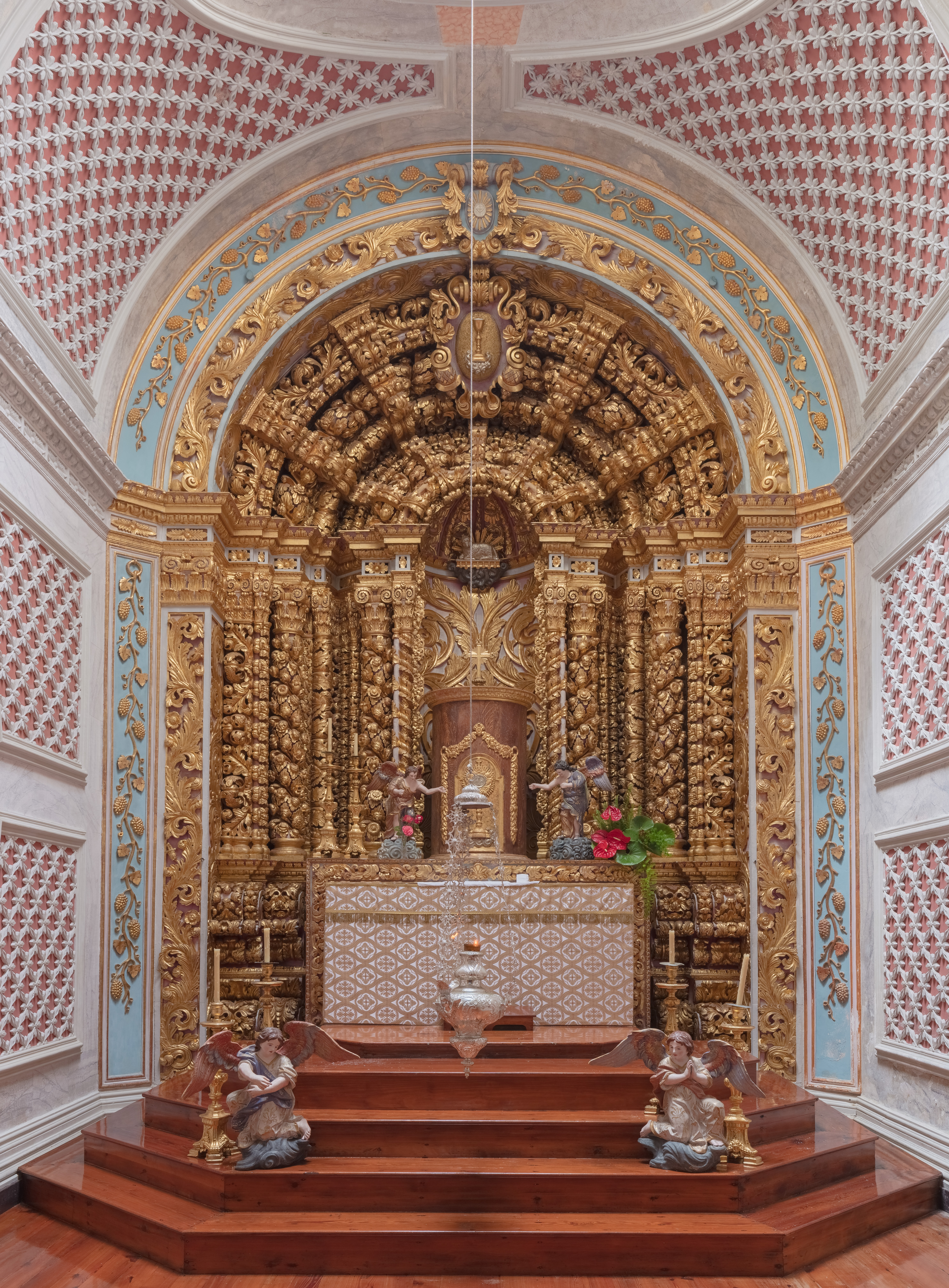
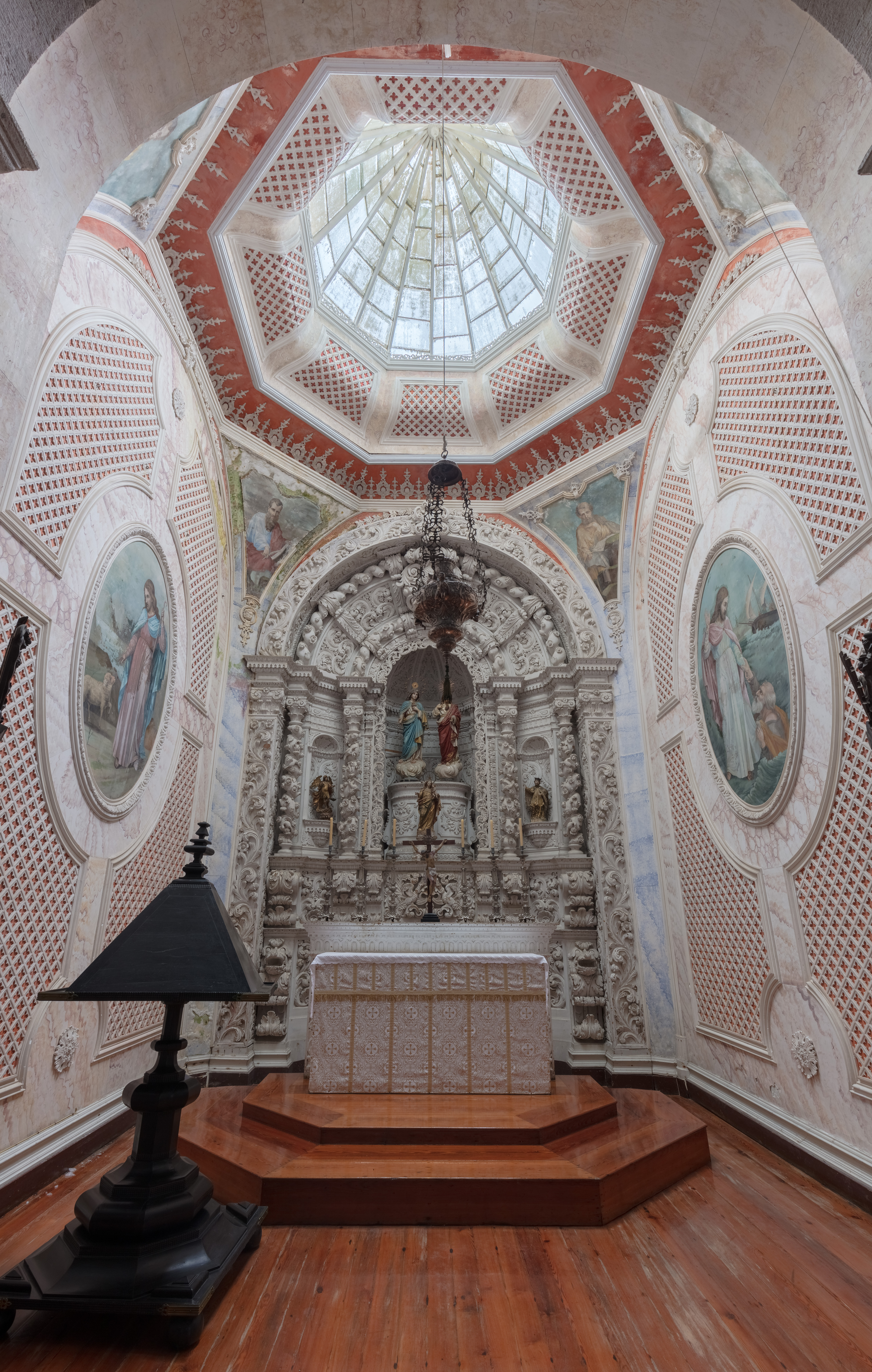
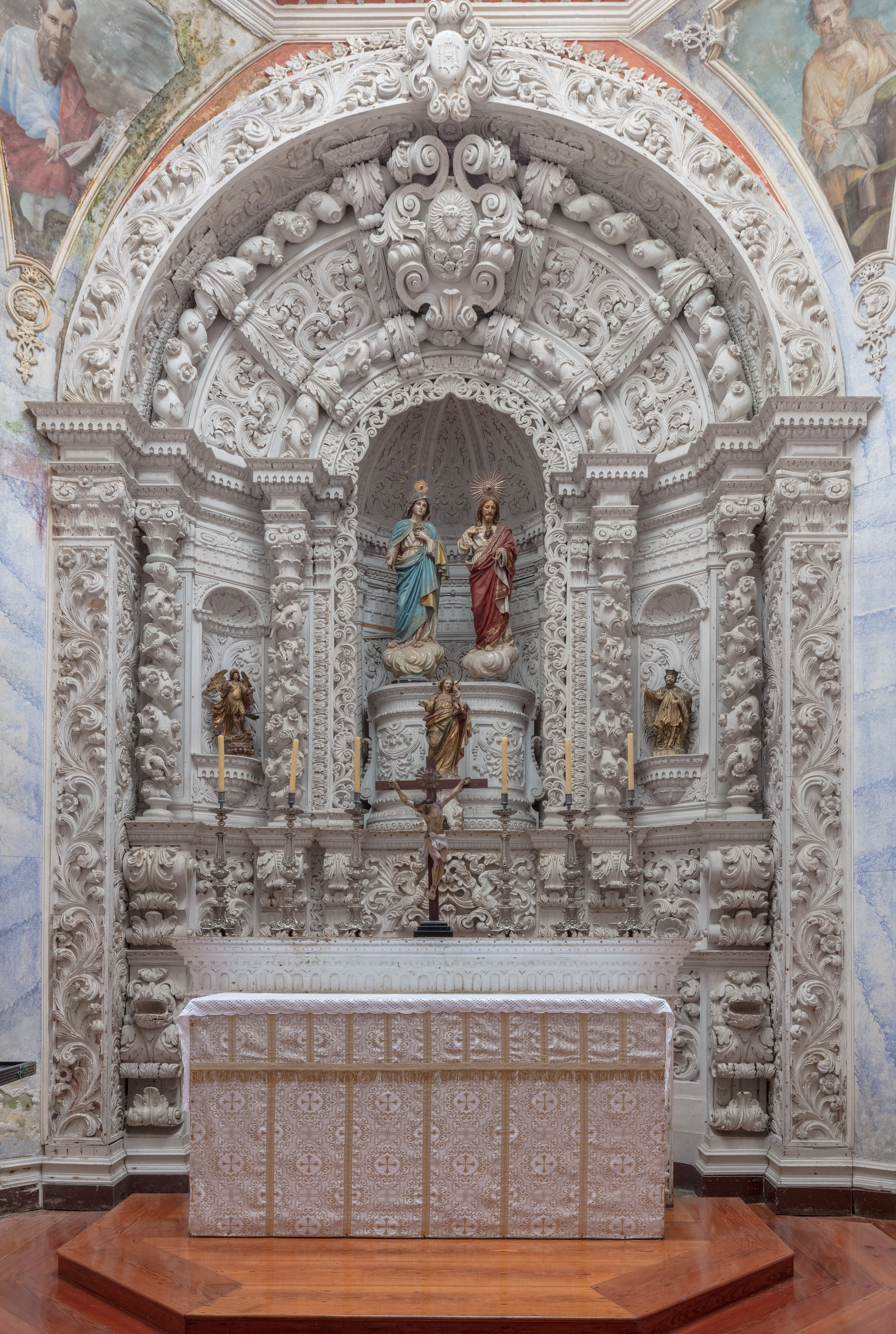
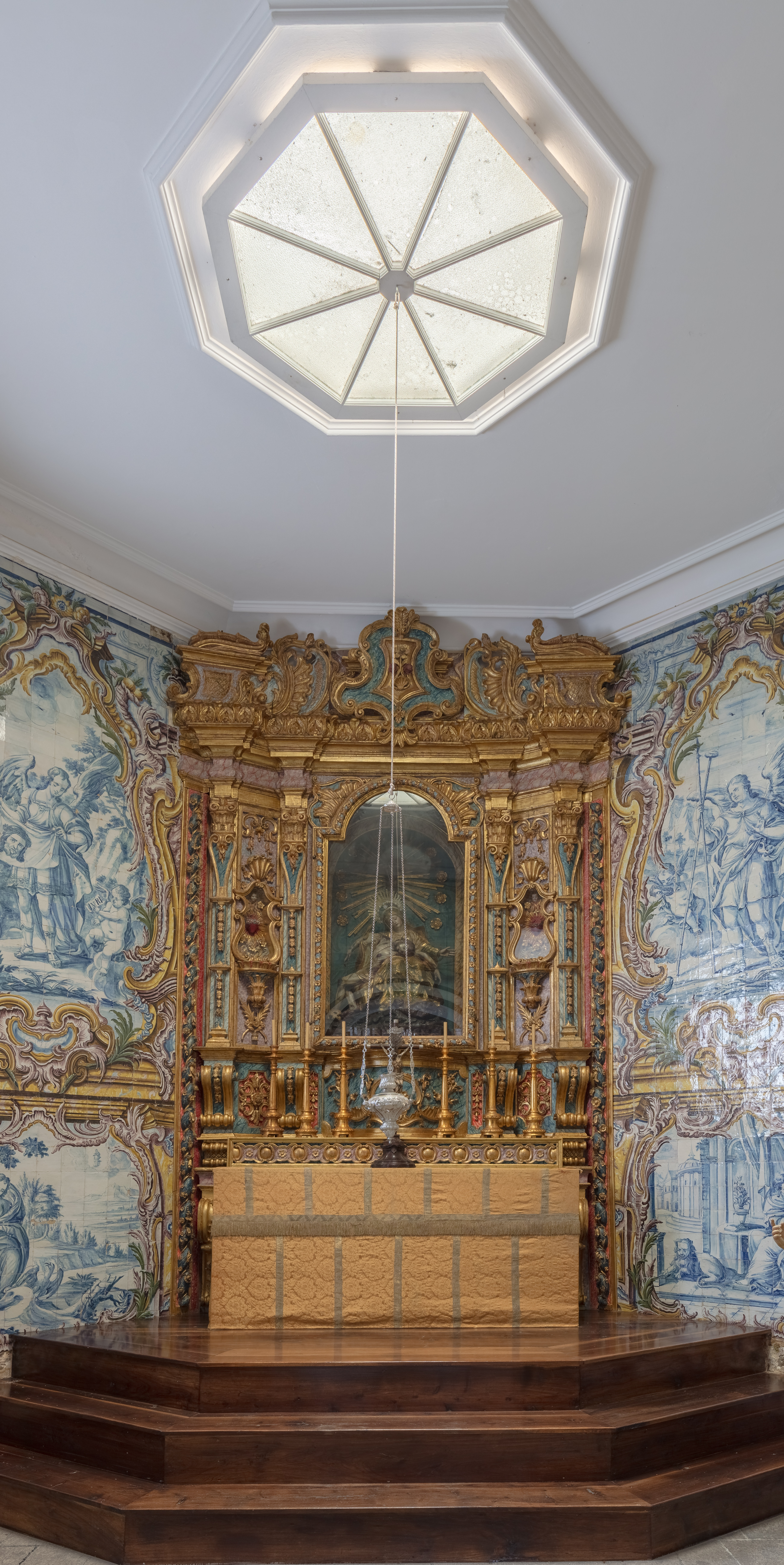
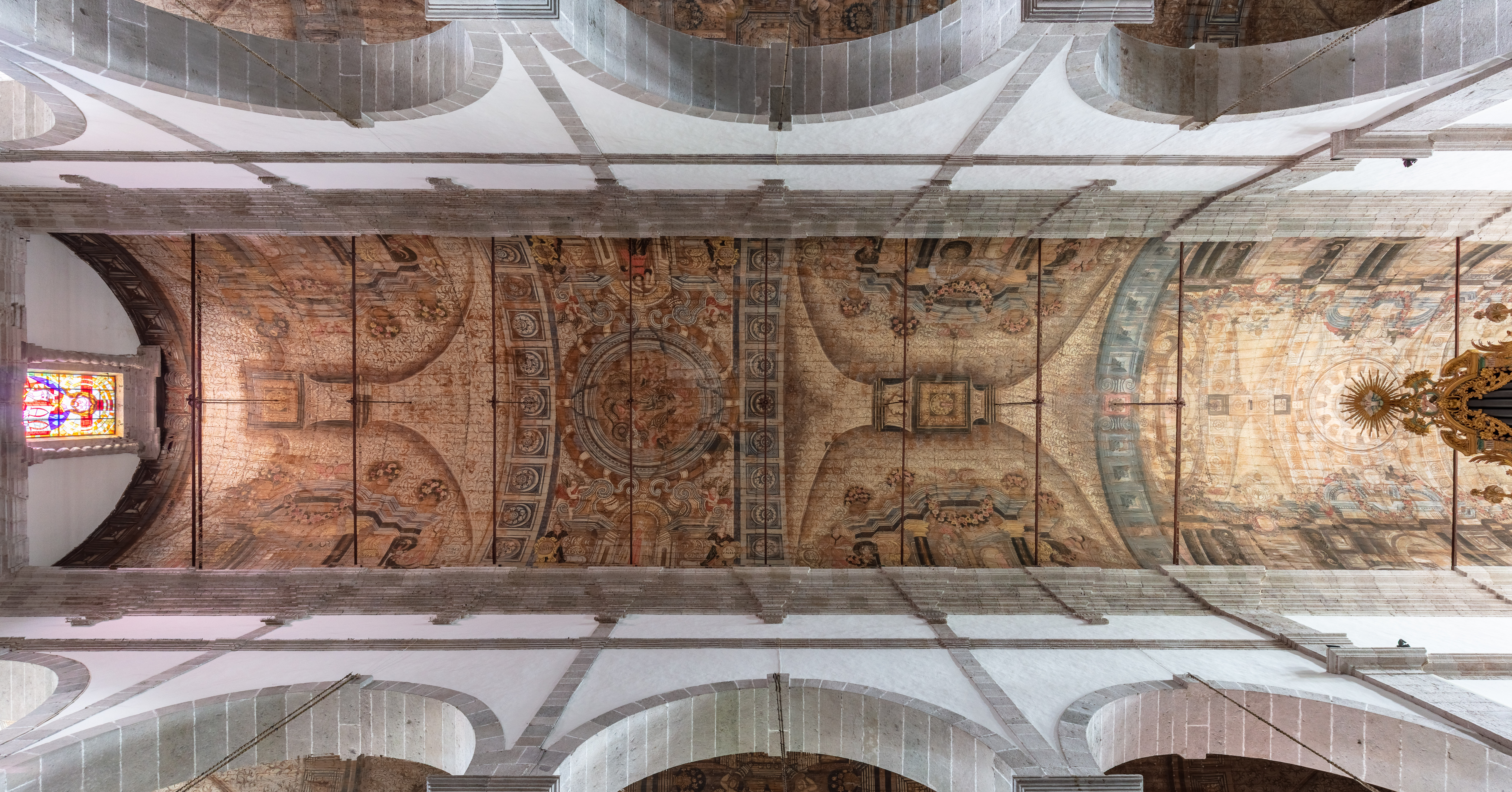

## Source de la traduction
- (pt) Cet article est partiellement ou en totalité issu de l’article de Wikipédia en portugais intitulé « Igreja de São José (Ponta Delgada) » (voir la liste des auteurs).